# Mutilación de ganado
La mutilación de ganado (también conocido como escisión de bovina) es el aparente asesinato y mutilación de ganado bajo circunstancias inusuales o anómalas. Las ovejas y los caballos han sido supuestamente mutilados en circunstancias similares. 
Desde el momento en que los informes de supuestas mutilaciones de animales comenzó, las causas se han atribuido en particular a la descomposición natural, depredadores naturales, depredadores críptidos, extraterrestres, agencias gubernamentales reservadas o militares, y sectas. Las mutilaciones han sido objeto de dos investigaciones federales independientes.

## Historia
Los primeros informes de ganado mutilado aparecieron por primera vez en los Estados Unidos en la década de los 60, cuando se habrían limitado en gran parte los estados de Pensilvania y Kansas. El fenómeno seguía siendo en gran medida desconocido fuera de las comunidades de crianza de ganado hasta 1967, cuando el Pueblo Chieftain en Pueblo, Colorado, publicó una historia sobre un caballo hembra llamada Snippy o Lady que fue mutilada en circunstancias misteriosas. Esta noticia poco después fue recogida por la prensa en general y distribuida en todo el país; el caso fue también la primera característica a la especulación de que seres extraterrestres y objetos voladores no identificados estaban de alguna manera relacionados con la mutilación. 
A mediados de los años 70, se informó de ganado mutilado en 15 estados, desde Montana a Dakota del Sur, y también desde Nuevo México hasta el sur de Texas.
El senador demócrata Floyd K. Haskell contactó con el FBI para pedir ayuda en 1975 debido a la preocupación pública respecto a las mutilaciones. Afirmó en ese momento que había habido unas 130 mutilaciones anómalas en Colorado.

## Características

### Características físicas
Aunque la naturaleza exacta de la mutilación varía de un caso a otro, la típica mutilación podría implicar alguna de las siguientes características, o todas:
- La escisión de los ojos, las ubres y los órganos sexuales.
- La extracción del ano a una profundidad de alrededor de unas 12 pulgadas.
- La escisión de la lengua y los labios.
- La eliminación de una de las orejas.
- El despojo de carne y de la mandíbula y la zona directamente que está debajo de la oreja
- La eliminación de los órganos blandos de la parte inferior del cuerpo.
- La presencia de incisiones y cortes en todo el cuerpo que parecen haber sido hechos por un instrumento quirúrgico.
- Inexplicables daños a los restantes órganos, pero ningún signo de daño en zonas circundantes
- Carencia de signos de depredación (arañazos, marcas de dientes, huellas del depredador) sobre o alrededor del cadáver.
- Carencia de residuos.
- Sangre drenada fuera del cuerpo